# Ogień i lód (film)
Ogień i lód (ang. Fire and Ice) – amerykański animowany przygodowy film fantasy z 1983 roku w reżyserii Ralpha Bakshiego. 
Film był wynikiem współpracy Ralpha Bakshiego i Franka Frazetty — który zaprojektował bohaterów. Animacja została wykonana za pomocą systemu rotoskopowego, w którym sceny były filmowane na żywo, a następnie narysowane na oryginale.

## Treść
Zła królowa Juliana i jej syn Nekron wywołują epokę lodowcową, zmuszając ludność do ucieczki na południe. Część ludzi znajduje schronienie w wulkanicznej cytadeli króla Jarola. Nekron wysyła delegację do Jarola, rzekomo z żądaniem kapitulacji króla. W rzeczywistości dowodzeni przez niego małpoludy porywają piękną córkę Jarola – Teegerę. Teegrze udaje się jednak zbiec swoim oprawcom. Spotyka młodego wojownika imieniem Larn, jedynego ocalałego z wioski zniszczonej przez lodowce.

## Obsada[2][3]
| Postać       | Modele               | Aktorzy głosowi          | Polski dubbing        |
| ------------ | -------------------- | ------------------------ | --------------------- |
| Larn         | Randy Norton         | William Ostrander        | Wojciech Wysocki      |
| Teegra       | Cynthia Leake        | Maggie Roswell           | Joanna Wizmur         |
| Szakal       | Steve Sandor         | Steve Sandor             | Dariusz Odija         |
| Nekron       | Sean Hannon          | Stephen Mendel           | Jan Janga-Tomaszewski |
| Juliana      | Eileen O'Neill       | Susan Tyrrell            | brak danych           |
| Jarol        | Leo Gordon           | Leo Gordon               | Andrzej Arciszewski   |
| Taro         | William Ostrander    | William Ostrander        | brak danych           |
| Roleil       | Elizabeth Lloyd Shaw | Elizabeth Lloyd Shaw     | Joanna Jędryka        |
| Otwa         | Micky Morton         | Micky Morton             | brak danych           |
| nauczycielka | Tamarah Park         | Clare Torao (Clare Nono) | brak danych           |
| Monga        | Big Yank             | Big Yank                 | brak danych           |
| Pako         | Greg Wayne Elam      | Greg Wayne Elam          | brak danych           |
| emisariusz   | brak danych          | Alan Koss                | brak danych           |
| kapitan      | brak danych          | Hans Howes               | brak danych           |
| Małpoludy    | James Bridges        | Ray Oliver               | brak danych           |
| Małpoludy    | Shane Callan         | Ray Oliver               | brak danych           |
| Małpoludy    | Archie Hamilton      | Nathan Purdee            | brak danych           |
| Małpoludy    | Michael Kellogg      | Nathan Purdee            | brak danych           |
| Małpoludy    | Douglas Payton       | Le Tari                  | brak danych           |
| Małpoludy    | Dale Park            | Le Tari                  | brak danych           |